# Híradósok (televíziós sorozat, 2012)
A Híradósok (angolul: The Newsroom) az HBO 2012 és 2014 között bemutatott amerikai televíziós drámasorozata, melynek alkotója Aaron Sorkin. A sorozat egy kitalált kábeltelevíziós hírműsor kulisszái mögé vezet be, melynek bemondóját Jeff Daniels játssza. A szereplőgárda további tagjai Emily Mortimer, Alison Pill, Dev Patel, John Gallagher, Jr., Olivia Munn, Thomas Sadoski és Sam Waterston.
Sorkin, az Emmy-díjas Az elnök emberei alkotója már 2009-ben a kábeles híradós televíziós sorozaton dolgozott. Több hónapnyi egyeztetés után, 2011 januárjában rendelte be az HBO a pilot epizódot, majd az év szeptemberében az évad további részeit. Sorkin valós híradóműsorok megfigyelésével végzett kutatómunkát a sorozathoz. Scott Rudin és Alan Poul mellett ő a sorozat egyik executive producere. A Híradósok 2012. június 24-én debütált, míg magyarul 2012. július 30-án mutatták be. A sorozat feliratos változata minden epizód amerikai bemutatójának másnapján felkerül a magyar HBO GO és HBO OD videotárakba.
A sorozat erős nézettséggel indult, kritikai fogadtatása vegyes. A sorozat három évadot élt meg.

## Szereplők

### Főszereplők
- Jeff Daniels mint Will McAvoy (magyar hang: Haás Vander Péter) – az Esti Híróra bemondója és felelős szerkesztője.
- Emily Mortimer mint MacKenzie McHale (magyar hang: Pikali Gerda) – az Esti Híróra új vezető producere.
- John Gallagher, Jr. mint James „Jim” Harper (magyar hang: Zámbori Soma) – producer, akinek új munkát ajánlottak, miután előző műsorát MacKenzie-vel törölték, ám ő inkább követte felettesét az Esti Hírórához.
- Alison Pill mint Margaret „Maggie” Jordan (magyar hang: Solecki Janka) – az Esti Híróra társproducere.
- Thomas Sadoski mint Don Keefer (magyar hang: Fesztbaum Béla) – az Esti Híróra korábbi vezető producere, aki otthagyja Willt, és a tízórai híreknél dolgozik tovább.
- Dev Patel mint Neal Sampat (magyar hang: Czető Roland) – Will blogjának írója és internetes hírfigyelő, aki mobiljával rögzítette a londoni metrórobbantásokat.
- Olivia Munn mint Sloan Sabbith (magyar hang: Sallai Nóra) – az Esti Híróra pénzügyi elemzője, akinek gazdasági műsora van a csatornán.
- Sam Waterston mint Charlie Skinner (magyar hang: Fodor Tamás) – az ACN hírrészlegének elnöke.

### Visszatérő szereplők
- Jane Fonda mint Leona Lansing – a Atlantis World Media, az ACN anyavállalatának vezérigazgatója.
- Chris Messina mint Reese Lansing – az ACN elnöke, Leona fia.
- Adina Porter mint Kendra James – az Esti Híróra telefonos asszisztense.
- David Harbour mint Elliot Hirsch – Don új műsorának hírolvasója.
- Hope Davis mint Nina Howard – az AWM bulvárlapja, TMI, újságírója.
- Margaret Judson mint Tess Westin – az Esti Híróra segédproducere.
- Chris Chalk mint Gary Cooper – az Esti Híróra segédproducere, korábban a TMI munkatársa.
- Thomas Matthews mint Martin Stallworth – az Esti Híróra segédproducere.
- Wynn Everett mint Tamara Hart – az Esti Híróra segédproducere és telefonos asszisztense.
- Jon Tenney mint Wade Campbell – kongresszusi képviselőjelölt, aki azért randizik a MacKenzie-vel, hogy az ACN-nél beindítsa kampányát.
- Terry Crews mint Lonny Church – Will testőre, akit a Willnek érkező halálos fenyegetések után jelölnek ki neki.
- Natalie Morales mint Kaylee – Neal barátnője.
- Kelen Coleman mint Lisa Lambert – Maggie lakótársa, aki Jimmel randizik.
- David Krumholtz mint dr. Jack Habib – Will terapeutája, előző terapeutájának fia.
- Paul Schneider mint Bryan Brenner – a New York magazin írója, akit Will azért szerződtet, hogy cikket írjon a műsorról; vele csalta meg MacKenzie Willt.
- Stephen McKinley Henderson mint Solomon Hancock – az NSA munkatársa, aki jelent Charlie-nak a TMI illegális hacking tevékenységéről.
- Riley Voelkel mint Jennifer Johnson – főiskolás hallgató, aki előidézi Will nyilvános kirohanását a sorozat elején; később gyakornoki állást kap.
- Patton Oswalt mint Jonas Pfeiffer – az ACN emberierőforrás-részlegének úgy alelnöke.[2]
- Grace Gummer mint Hallie Shea – a Mitt Romney-kampánnyal foglalkozó riporter.[3]
- Marcia Gay Harden mint Rebecca Halliday – az ACN-t ügyvédje egy elbocsátással kapcsolatos perben.[4]

## Epizódok
| Évad | Évad | Részek száma | Részek száma | Eredeti sugárzás  | Eredeti sugárzás     | Magyar sugárzás     | Magyar sugárzás      |
| Évad | Évad | Részek száma | Részek száma | Évadbemutató      | Évadzáró             | Évadbemutató        | Évadzáró             |
| ---- | ---- | ------------ | ------------ | ----------------- | -------------------- | ------------------- | -------------------- |
|      | 1.   | 10           | 10           | 2012. június 24.  | 2012. augusztus 26.  | 2012. július 30.    | 2012. október 1.     |
|      | 2.   | 9            | 9            | 2013. július 14.  | 2013. szeptember 15. | 2013. augusztus 12. | 2013. szeptember 30. |
|      | 3.   | 6            | 6            | 2014. november 9. | 2014. december 14.   | 2014. december 15.  | 2015. január 19.     |

### Első évad (2012)
| Sor. | Év. | Cím                                                                     | Rendező             | Író                         | Premier                                  | Nézettség   |
| --- | --- | ----------------------------------------------------------------------- | ------------------- | --------------------------- | ---------------------------------------- | ----------- |
| 1. | 1.  | Mert így döntöttünk (We Just Decided To)                                | Greg Mottola        | Aaron Sorkin                | 2012. június 24. 2012. július 30.        | 2,14 millió |
| Az elismert hírbemondó, Will McAvoy (Jeff Daniels) nyilvános kirohanása után úgy tér vissza munkahelyére, hogy stábja otthagyta, az új vezető producere pedig exbarátnője, MacKenzie McHale (Emily Mortimer). Ekkor érkezik a mexikói-öbölbeli olajszivárgás híre, mely katasztrófával fenyeget. 2010. április 20-án, kedden játszódik. |     |                                                                         |                     |                             |                                          |             |
| 2. | 2.  | Esti Híróra 2.0 (News Night 2.0)                                        | Alex Graves         | Aaron Sorkin                | 2012. július 1. 2012. augusztus 6.       | 1,67 millió |
| Mac a News Night új inkarnációjának élére áll, és felkéri a szép és okos közgazdász–bemondónőt, Sloan Sabbith-ot (Olivia Munn), hogy vigyen egy szegmenst a műsorban. Jim Harper producer (John Gallagher, Jr.) elviszi a balhét Maggie Jordan (Alison Pill) helyett, aki elrontott egy Arizona SB 1070-ről szóló interjú előkészítését. Charlie Skinner, az ACN elnöke (Sam Waterston) megtiltja a nézettségelemző Reese-nek, hogy beszéljen Willel. Kiderül, hogy Will azért szakított Mackel, mert a lány megcsalta. 2010. április 23-án, pénteken játszódik. |     |                                                                         |                     |                             |                                          |             |
| 3. | 3.  | A 112. kongresszus (The 112th Congress)                                 | Greg Mottola        | Aaron Sorkin és Gideon Yago | 2012. július 8. 2012. augusztus 13.      | 2,21 millió |
| A vezérhír alatt Will bocsánatot kér a korábbi adások miatt, és ígéretet tesz a nézőknek, hogy jobb lesz a műsor, ami felbőszíti az ACN anyacégének vezérigazgatóját (Jane Fonda). Jim segít átvészelni Maggie pánikrohamát. Don, a tízórás hírek producere (Thomas Sadoski) kihívás elé állítja hírbemondóját, Elliotot (David Harbour). 2010. november 3-án, szerdán játszódik, flashbackekkel 2010. április és november közül. |     |                                                                         |                     |                             |                                          |             |
| 4. | 4.  | Megpróbállak rendbe hozni (I'll Try to Fix You)                         | Alan Poul           | Aaron Sorkin                | 2012. július 15. 2012. augusztus 20.     | 1,94 millió |
| Willről bulvárhírek jelennek, miután összetűzésbe kerül szilveszterkor egy bulvárújságíróval. Ez aláássa szavahihetőségét. Eközben Don arra sürgeti barátnőjét, Maggie-t, hogy hozza össze Jimet és a szobatársát. Mac barátja kiad egy hírt Willéknek arról, hogy a kormány nem képes a pénzügyi bűntények felgöngyölítésére. Neal mindenkinek elmondja nagylábúról szóló elméletét, aki hajlandó meghallgatni. 2010. december 31-én, pénteken és 2011. január 8-án, szombaton játszódik. |     |                                                                         |                     |                             |                                          |             |
| 5. | 5.  | Amen (Amen)                                                             | Daniel Minahan      | Aaron Sorkin                | 2012. július 22. 2012. augusztus 27.     | 1,95 millió |
| Miközben a csapat Egyiptom elnökének lemondatásáról tudósít, Wisconsinben tiltakozásokat indítanak a kormányzó terve ellen, miszerint a költségvetést a tanárok és más közfoglalkoztatottak kárára akarja kiegyenlíteni, így egyszerre próbálják feldolgozni mindkét hírt. Will meg van győződve arról, hogy a Koch fivérek összeesküdtek a rendszer megbuktatására, úgy hogy a Citizens Unitedért harcolnak, majd feloszlatják a szakszervezeteket. 2011. február 10., kedd és február 14., hétfő között játszódik. |     |                                                                         |                     |                             |                                          |             |
| 6. | 6.  | Erőszakosak (Bullies)                                                   | Jeremy Podeswa      | Aaron Sorkin                | 2012. július 29. 2012. szeptember 3.     | 1,74 millió |
| Sloan Elliotot helyettesíti a tízórás hírekben a fukusimai atomerőmű-baleset idején, mely egy pusztító földrengést követett. Mikor egy interjú közben szóváltásba keveredik a tokiói elektromos művek képviselőivel, ez mindannyiuk állásába kerülhet. Will álmatlanságban szenved, így terapeutához (David Krumholtz) fordul, és megtanul egy leckét az erőszakoskodásról, miután szópárbajt vív Rick Santorum elnökjelölt egyik segédjével. 2011. április 11., hétfő és április 13., szerda között játszódik. |     |                                                                         |                     |                             |                                          |             |
| 7. | 7.  | Május 1. (5/1)                                                          | Joshua Marston      | Aaron Sorkin                | 2012. augusztus 5. 2012. szeptember 10.  | 1,76 millió |
| Charlie névtelen forrástól kap telefonhívást, miszerint a Fehér Ház sajtótitkárától e-mailt fog kapni. Az e-mail egy rövidesen megtartott elnöki beszédről szól. A csapat azon dolgozik, hogy kitalálja, miről fog szólni a beszéd; azt gyanítják Oszáma bin Láden haláláról. A hírt, miszerint amerikai kommandósok megölték bin Ládent, hamarosan megerősítik, így Will tudósíthatja. 2011. május 1-jén, vasárnap játszódik. |     |                                                                         |                     |                             |                                          |             |
| 8. | 8.  | Elsötétülés 1. rész: Bulvártragédia (The Blackout Part I: Tragedy Porn) | Lesli Linka Glatter | Aaron Sorkin                | 2012. augusztus 12. 2012. szeptember 17. | 1,84 millió |
| Az Esti Híróra nézettsége szabadesésbe kezd, miután nem tudósít néhány népszerű hírről. Ez arra kényszeríti Willt és Macet, hogy utat keressenek a nézők visszaszerzésére, és így az ACN adhassa a republikánus elnökjelöltek vitáját. Will újságírót hív a szerkesztőségbe teljes betekintéssel, Sloan azon aggódik, hogy nem kap időt a kialakuló adósságplafon-válságra, míg Charlie megtudja informátora, egy NSA-ügynök kilétét. 2011. május 27., péntek és június 1., szerda között játszódik. |     |                                                                         |                     |                             |                                          |             |
| 9. | 9.  | Elsötétülés 2. rész: A próbavita (The Blackout Part II: Mock Debate)    | Alan Poul           | Aaron Sorkin                | 2012. augusztus 19. 2012. szeptember 24. | 1,96 millió |
| Áramszünet szakítja félbe az interjút, amit azzal a tanúval készítenek, aki csúful tönkretehetné Anthony Weiner kongresszusi képviselő karrierjét. Később Will és a stáb bemutatják a Republikánus Párt képviselőinek (Adam Arkin és Jake McDorman) az új vitaformátumot, amit kidolgoztak. Jim nekikezd Solomon Hancock, az NSA-s besúgó ellenőrzéséhez. Lisa egy élő interjúban túl lő a célon. Neal egy trollokról szóló történeten dolgozik. 2011. június 1., szerda és június 3., péntek között játszódik. |     |                                                                         |                     |                             |                                          |             |
| 10. | 10. | A nagyobb bolond (The Greater Fool)                                     | Greg Mottola        | Aaron Sorkin                | 2012. augusztus 26. 2012. október 1.     | 2,30 millió |
| A rész címe a közgazdaságtani nagyobb marha elméletre utal. Will gyomorfekéllyel kórházba kerül belső vérzés miatt. Itt tudja meg, hogy egy idősebb tennessee-i lakos nem fog tudni szavazni a nemrégiben 33 amerikai államban törvénybe iktatott szavazói igazolvány miatt. Mikor visszatér az Esti Hírórába, ez lesz a vezető híre. Charlie megmondja Solomon Hancocknak, az NSA-besúgónak, hogy nem használhatja értesüléseit, mert „megfertőzi” a hírt. Később Hancock leugrik a Queensboro hídról és meghal. Sloan folytatja harcát a hírekben, hogy felhívja a figyelmet az adósságplafon problémájára, és ezért hajlandó lenne elvállalni egy másik állást. Will, Mac és Charlie szembekerül Leonával és Reese-zel. A TMI bulvárújságírója Nina Howard olyan információk birtokába jutott, ami tönkretehetné a karrierjét és életét, miszerint be volt tépve, amikor bin Láden haláláról tudósított. Kiderül, hogy a magazin úgy jutott az információ birtokába: meghackelték MacKenzie hangpostáját, így Willék kerülnek ki nyertesen a vitából. 2011. augusztus 1., hétfő és augusztus 8., hétfő között játszódik. |     |                                                                         |                     |                             |                                          |             |

### Második évad (2013)
| Sor. | Év. | Cím                                                                                | Rendező             | Író                                                                                    | Premier                                   | Nézettség   |
| --- | --- | ---------------------------------------------------------------------------------- | ------------------- | -------------------------------------------------------------------------------------- | ----------------------------------------- | ----------- |
| 11. | 1.  | Először is öljük meg az ügyvédeket (First Thing We Do, Let’s Kill All the Lawyers) | Alan Poul           | Történet: Ian Reichbach és Aaron Sorkin Tévéjáték: Aaron Sorkin                        | 2013. július 14. 2013. augusztus 12.      | 2,22 millió |
| Az epizód kezdetén Will egy ügyvédnek, Rebecca Hallidaynak (Marcia Gay Harden) idézi fel az elmúlt év eseményeit. Ezek azzal kezdődnek, hogy Reese Lansingtől megtagadják a belépést a szerzőijog-védelemről szóló bizottsági ülésre a képviselőházban. Jim Harper magát jelöli ki az ACN Mitt Romney kampányáról tudósító riporterének, hogy minél távolabb kerülhessen Maggie-től, aki iránt nem közömbös. Mac Jim helyére Jerry Dantanát (Hamish Linklater), az ACN washingtoni irodájának egyik producerét hívja el. Maggie Donnal él, de szakítanak miután Maggie Jimnek szóló szerelmi vallomásának videófelvétele felkerül az internetre. Will nyilvános megítélése rosszabbra fordul, amikor a Tea Party mozgalmat „amerikai tálib”-oknak nevezi, és Reese-t is ezért dobták ki az ülésről. Cyrus West, az Esti Híróra vendége fülest ad Jerrynek egy Genoa nevű illegális hadműveletről. |     |                                                                                    |                     |                                                                                        |                                           |             |
| 12. | 2.  | A Genoa-értesülés (The Genoa Tip)                                                  | Jeremy Podeswa      | Történet: Dana Ledoux Miller & Adam R. Perlman és Aaron Sorkin Tévéjáték: Aaron Sorkin | 2013. július 21. 2013. augusztus 12.      | 1,88 millió |
| Jim megismerkedik Hallie Shea-val (Grace Gummer), aki szintén a Romney-kampányról tudósít. Charlie Skinner lecseréli a szeptember 11. tizedik évfordulójáról szóló műsor éléről, míg a képviselőház elítéli Willt az amerikai tálibos megjegyzése miatt. Don megpróbálja meggyőzni, hogy tudósítson Troy Davis kivégzéséről. Maggie engedélyt kér Mactől, hogy Afrikából tudósíthasson. Jerry mesél Macnek a Genoa hadműveletről, amely az amerikai tengerészgyalogság különleges alakulatának (MARSOC) akciója volt két tengerészgyalogos kiszabadítására, amely során szaringázt használtak. Nealt letartóztatják, miközben az Occupy Wall Street tüntetéséről tudósít, és Will megy el érte az örsre. 2011. augusztus 25., csütörtök és szeptember 21., szerda között játszódik. |     |                                                                                    |                     |                                                                                        |                                           |             |
| 13. | 3.  | Willie Pete, a foszforgránát (Willie Pete)                                         | Lesli Linka Glatter | Történet: Michael Gunn & Elizabeth Peterson és Aaron Sorkin Tévéjáték: Aaron Sorkin    | 2013. július 28. 2013. augusztus 19.      | 1,80 millió |
| Will találkozik a bulvárújságíró Nina Howarddal, hogy meggyőzze, ne hozza le a cikket Will leváltásáról a szeptember 11-i műsor éléről. Jerry és Mac egyik forrása megerősíti a Genoa-fülest, így Charlie elé viszik a sztorit. Maggie az afrikai útjára készül. Neal meggyőzi Macet, hogy riportot készíthessen az Occupy Wall Streetről. Jimet és Hallie-t kidobják Romney sajtóbuszáról. Jerry embereket gyűjt, hogy tovább nyomozzanak a Genoa után. Keresésük eredményeként találnak egy twitterezőt, aki a hadművelet eseményeit írta le. 2011. szeptember 23., péntek és szeptember 30., péntek között játszódik. |     |                                                                                    |                     |                                                                                        |                                           |             |
| 14. | 4.  | Nem kívánt következmények (Unintended Consequences)                                | Carl Franklin       | Aaron Sorkin                                                                           | 2013. augusztus 4. 2013. augusztus 26.    | 1,62 millió |
| A rész a jelenben indul, ahol Rebecca Halliday Maggie-t az előző év eseményeiről faggatja. Maggie egy másik producerrel, Garyvel utazik Afrikába, ahol egy ugandai árvaházról tudósítanak. Ott ismerkedik össze egy kisfiúval. Az árvaházhoz fegyveresek érkeznek, és a kiürítéskor a kisfiú meghal. Will az Occupy Wall Street egyik tüntetőjével készít interjút, és élő adásban megalázza. Jerry és Neal tudomására jut, hogy ez a tüntető ismer valakit, aki tud a Genoáról, ám addig nem hajlandó megmondani a nevét, amíg Will bocsánatot sem kér tőle. Jerry és Neal rálelnek az emberükre, akitől megszerzik a Genoáról írt tudósítását, ahol vegyi fegyverek bevetéséről ír. Jimet megsérti a Romney-kampány szóvivője, Taylor Warren (Constance Zimmer), és a „bocsánatáért” kap egy félórát Mitt Romney-val, ám Jim Hallie-nak adja a lehetőséget. 2011. szeptember 30., péntek és október 3., hétfő között játszódik. |     |                                                                                    |                     |                                                                                        |                                           |             |
| 15. | 5.  | Esti Híróra Will McAvoyjal (News Night with Will McAvoy)                           | Alan Poul           | Aaron Sorkin                                                                           | 2013. augusztus 11. 2013. szeptember 2.   | 1,81 millió |
| Will apja haláláról értesül. Szíriában bombák robbannak, és egy pár telefonon áldozatnak adja ki magát, hogy átverje az adót. Sloan felháborodott volt barátja meztelen képeket szivárogtat ki róla az interneten. Sloan ezt egy arconütéssel torolja meg. A Rutgers Egyetem egy hallgatója, amíg interjújára készül Willel, Twitteren arról ír, hogy egyenes adásban akarja bejelenteni, hogy meleg, ám ezt Mac megakadályozza. Don azon fáradozik, hogy javítsa a WorldNetDaily riporterének adott egyik nyilatkozatát. Charlie forrása átadja a Genoa hadművelet rakománylistáját, amelyen egy titkosított tétel is szerepel, amelyről Charlie úgy véli, a szaringáz lehet. Jim arra gyanakszik, hogy Maggie (aki még mindig az afrikai események hatása alatt van) részegen dolgozik. 2012. március 16-án, pénteken játszódik. |     |                                                                                    |                     |                                                                                        |                                           |             |
| 16. | 6.  | Elhamarkodott lépés (One Step Too Many)                                            | Julian Farino       | Aaron Sorkin                                                                           | 2013. augusztus 18. 2013. szeptember 9.   | 1,89 millió |
| A stáb megtartja az első vöröscsapat-ülést a Genoa hadművelettel kapcsolatban. Charlie Skinner úgy dönt, még nem kerülhet adásba, így újabb forrást keresnek a történethez: Stomtonovichot (Stephen Root), a haditengerászet egykori tábornokát. Charlie és Mac Marylandbe utaznak, hogy találkozzanak vele. Miután beleegyezik abba, hogy interjút adjon, Jerry egyedül beszél vele, mivel Maggie-t kiküldi a tábornok, mert az ő jelenlétéről nem tájékoztatták előre, így nem tudta ellenőriztetni. Az interjú alatt Stomtonovich tábornok egyszer sem ismeri el, hogy szaringázt használtak a hadművelet alatt, ám Jerry úgy vágja meg az anyagot, mintha azt mondaná. Ezután a második vöröscsapat-ülésen Charlie Skinner még mindig nem elégedett a forrásokkal. Jim és Hallie dupla randira mennek Neallel és Hallie egy barátnőjével. Will a szerethetőségi indexe miatt aggódik. Hónapokkal később az ACN-t felhívja egy halottnak hitt tizedes, aki tagja volt a Genoa hadműveletben részt vevő MARSOC-csapatnak. A jelenben Rebecca Halliday Charlie-t kérdezi ki a történtekről, és kiderül, hogy a Genoa-történet nem volt igaz. |     |                                                                                    |                     |                                                                                        |                                           |             |
| 17. | 7.  | A vörös csapat harmadik ülése (Red Team III)                                       | Anthony Hemingway   | Aaron Sorkin                                                                           | 2013. augusztus 25. 2013. szeptember 16.  | 1,47 millió |
| 18. | 8.  | A választás éjszakája, 1. rész (Election Night, Part I)                            | Jason Ensler        | Aaron Sorkin                                                                           | 2013. szeptember 8. 2013. szeptember 23.  | 1,76 millió |
| 19. | 9.  | A választás éjszakája, 2. rész (Election Night, Part II)                           | Alan Poul           | Aaron Sorkin                                                                           | 2013. szeptember 15. 2013. szeptember 30. | 1,67 millió |

### Harmadik évad (2014)
| Sor. | Év. | Cím                                                   | Rendező           | Író                                                                  | Premier                               | Nézettség   |
| ---- | --- | ----------------------------------------------------- | ----------------- | -------------------------------------------------------------------- | ------------------------------------- | ----------- |
| 20.  | 1.  | Boston (Boston)                                       | Anthony Hemingway | Aaron Sorkin                                                         | 2014. november 9. 2014. december 15.  | 1,21 millió |
| 21.  | 2.  | Fuss! (Run)                                           | Greg Mottola      | Aaron Sorkin                                                         | 2014. november 16. 2014. december 22. | 1,28 millió |
| 22.  | 3.  | Igazságügy főépület (Main Justice)                    | Alan Poul         | Történet: Jon Lovett és Aaron Sorkin Tévéjáték: Aaron Sorkin         | 2014. november 23. 2014. december 29. | 1,19 millió |
| 23.  | 4.  | Bírói intézkedéssel szembeni engedetlenség (Contempt) | Anthony Hemingway | Történet: Deborah Schoeneman és Aaron Sorkin Tévéjáték: Aaron Sorkin | 2014. november 30. 2015. január 5.    | 1,38 millió |
| 24.  | 5.  | Shenandoah, Csillagok Leánya (Oh Shenandoah)          | Paul Lieberstein  | Aaron Sorkin                                                         | 2014. december 7. 2015. január 12.    | 1,36 millió |
| 25.  | 6.  | Micsoda nap volt az! (What Kind of Day Has It Been)   | Alan Poul         | Aaron Sorkin                                                         | 2014. december 14. 2015. január 19.   | 1,62 millió |